# Maruxa
Maruxa, obra de Amadeo Vives con libreto en español de Luis Pascual Frutos. Se estrenó en Madrid, primero como zarzuela (Teatro de la Zarzuela, Madrid, 28 de mayo de 1914) y luego como ópera (1915) en dos actos.

## Historia
Primero concebida como zarzuela, es una de las más conocidas del repertorio zarzuelístico. Maruxa se estrenó como ópera en el Teatro Real de Madrid, el 1 de mayo de 1915, pero no consiguió la popularidad y los aplausos que tuvo en su forma original. Dio impulso a la ópera española. Solo doce días después de su estreno en Madrid, se representó con gran éxito en el Teatro Ruzafa de Valencia. Y, posteriormente, recorrió todos los escenarios de la península. Entre ellos, en Barcelona, en el Teatro Novedades el 21 de septiembre del mismo año, en el Tívoli y, en noviembre, en el Liceo.
Según Emilio Carrere contó con la colaboración de José Losada, músico gallego que, según sus palabras, "que colaboró con Vives en Maruxa, y no tuvo jamás ni Gloria ni dinero". El triunfo de Maruxa fue clamoroso. Se dice que Vives, el día del estreno, salió a hombros de un sector del público asistente. Y es que, gracias a Maruxa, recibió aplausos, homenajes, fiestas y elogios.
Battistini y Montessanti la llevaron a Italia y al Park Teather de Nueva York y Emilio Sagi-Barba a Uruguay y Argentina en 1914 y 1915, donde el papel de Maruxa fue interpretado con gran éxito por la afamada tiple Amparito Boronat.

(...) Las Golondrinas, pero sobre todo Maruxa, han sido las obras triunfantes. En montar esta última hemos gastado un capital. Maruxa se ha hecho popularísima en América. Ya, ya nos costó un pico la exclusiva... (...)
El día : diario reformista: Año II Número 624 - 1916 noviembre 22

En 1923 se realizó una película muda de igual título protagonizada por Florián Rey. Una segunda fue realizada en 1969 por Juan de Orduña utilizando la partitura completa dirigida por Federico Moreno Torroba y las voces de Dolores Pérez, Josefina Cubeiro, Luis Sagi-Vela y Julio Julián.

## Análisis musical
Obra de gran riqueza melódica, con una música refinada y elegante. Concebida con criterio moderno, Maruxa no se divide en escenas separadas por recitativos, la acción es continua y los diferentes temas se enlazan metamorfoseándose, sin solución de continuidad, con admirable habilidad constructiva. Sin servirse abiertamente del leitmotiv como elemento estructurador de la ópera, Vives utiliza tres temas principales que reaparecen siempre que hay que aludir a la idea o la acción que representan.
Es una obra con ambiente gallego, lo que le da pie a introducir toques folclóricos con empleo del gallego en dos números. Su fragmento más conocido, el célebre golondrón (¡Ganapanes! ¡Atrevidos!) tuvo su origen en una sardana titulada Sant Pol que el compositor ya tenía escrita.
El preludio del segundo acto se escribió en escasas horas, entre el ensayo general y el estreno. Así lo confesaba el mismo Vives a periodista: "Ya ve, se va a estrenar mañana y me falta componer e instrumentar el preludio del segundo acto. He notado que éste flojea algo y quiero reforzarlo". El mismo día de la presentación, Vives por la mañana se puso a escribir la música que faltaba; a las once de la mañana, la página estaba acabada y salía hacia la copistería de la Sociedad de Autores. A las seis de la tarde se ensayaba bajo la dirección del maestro Luna que dirigió el estreno. Y pocas horas después era aplaudida por los espectadores de aquella sesión histórica.

## Argumento[7]

### Acto I
Un prado en la llanura gallega.

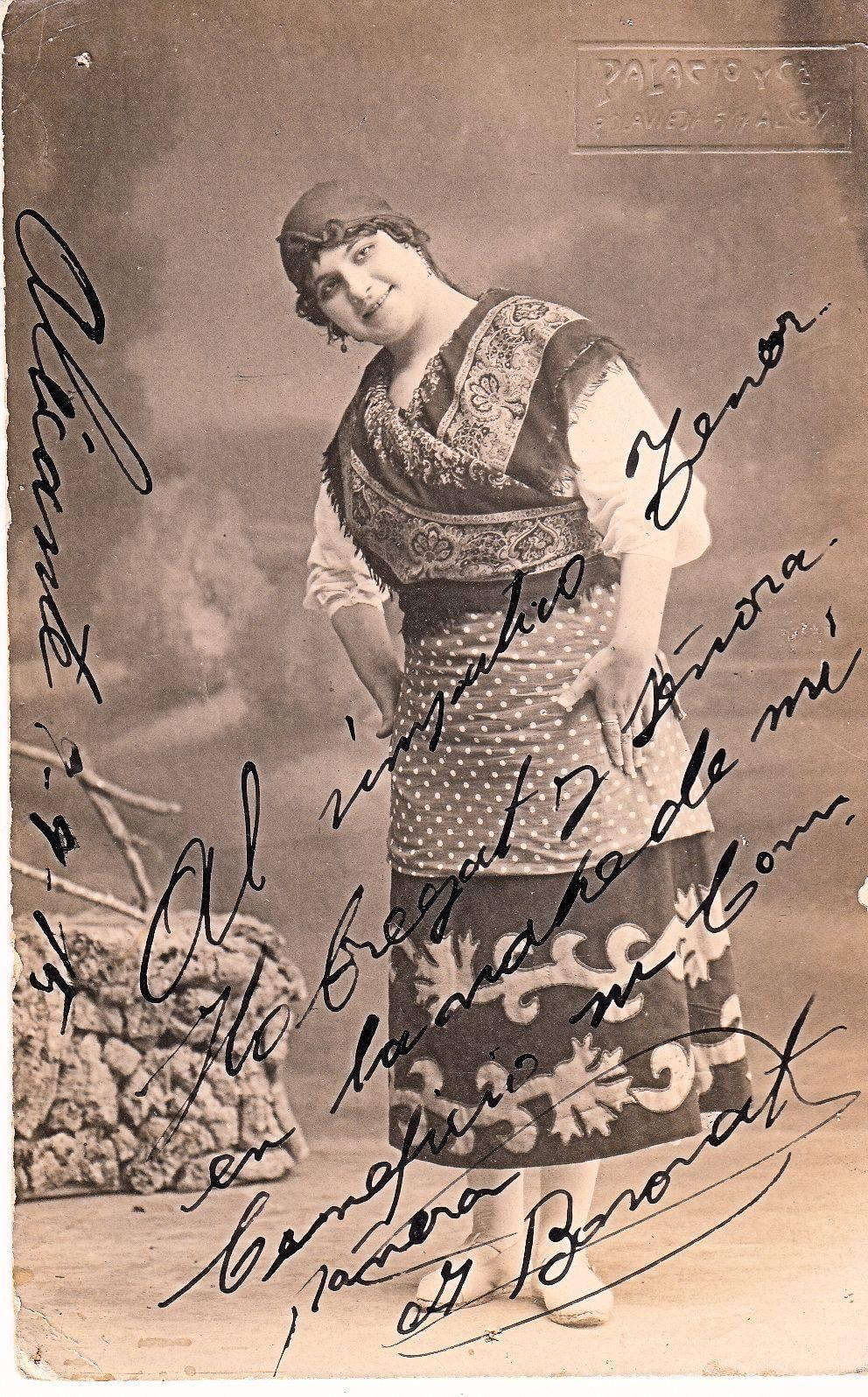
Amparo Boronat, en Maruxa. Fotografía dedicada al tenor Llobregat en el día de su beneficio. Alicante, 9 de septiembre de 1915.

La joven pastora Maruxa está cuidando a su oveja Linda, mientras canta su amor por el guapo pastor Pablo (Romanza: "Mírate en el espejo"). Cuando llega Pablo, los dos cantan y bailan, enamorados (Dúo: "Con la aurora salió la zagaliña"). Aparece Rufo, viejo capataz, y los riñe por besarse cuando deberían estar trabajando. Los dos pastores se burlan amablemente de él y cruzan el prado los dos juntos. Rufo está de mal humor, quejándose de las obligaciones que le imponen sin que nadie se lo agradezca (Coplas: "Golondrón".)
Aburrida de la vida de ciudad, la joven ama, Rosa, llega con su primo Antonio. Discuten, porque él considera que ella no le hace caso; al ver a Rufo, Antonio se marcha. Antonio quiere cortejar a Maruxa para darle celos a Rosa. Y esta quiere que Rufo le traiga a Pablo, porque este es quien le gusta (Dúo: "Rufo, amigo"). Antes de que el capataz haya terminado de discutir con ella, llega el propio Pablo con su rebaño. Rosa no tarda en indagar sobre su vida amorosa, ofreciéndose hábilmente a hacerse pasar por Maruxa de manera que él pueda demostrar su ardor. El pastor, confundido, al final permite que ella lo bese apasionadamente (Dúo: "Por nombre me pondré Maruxa"). Rufo los interrumpe y Pablo se va rápidamente. Rosa ordena a Rufo que vaya a buscar a Maruxa. Entra Maruxa, muy preocupada porque su oveja Linda se le ha perdido. Antonio y Rosa la consuelan (Cuarteto: "Ay, por dios señorita"). Al final, Rosa contrata a Maruxa como doncella, y los tres se van en dirección a la mansión de Rosa. Al poco aparece Pablo, que ha rescatado a Linda de un barranco. Rufo tiene que decirle que Maruxa se ha ido con Rosa, con lo que Pablo se queda triste y lleno de dudas.

### Acto II
Escena 1
En el exterior de la mansión de Rosa, por encima de la llanura.
Después de un preludio orquestal, Rufo está regando las plantas y las flores. Comprueba que está a solas e intenta descifrar una carta que Pablo le ha dado para Maruxa. Entra la propia Maruxa con Antonio y Rosa, quien no pierde tiempo y le quita la carta de Pablo al capataz. La pastora no sabe leer. Antonio le lee la carta en alto, añadiendo su propio brillo sofisticado a las simples pero sinceras palabras de Pablo. Pablo la echa de menos y quiere encontrarse con ella por la tarde, y Maruxa le pide a Rosa que conteste en su nombre, señalando la hora; así lo hace el ama, pero cambiando la hora para que sea ella, y no Maruxa, la que se encuentre con Pablo (Cuarteto de la carta: "Cuarteto de la carta"). Rosa es tan apasionada en su respuesta que acaba poniendo en evidencia la pasión que ella siente por Pablo. Quiere romper la carta, pero no lo consigue. Antes de que Rufo consiga entregar la respuesta a Pablo, interviene Antonio para cambiar de nuevo la hora de manera que sea él, y no Pablo, quien se reúna con Maruxa. Entran un grupo de pastores y pastoras, celebrando el regreso de la señora de la casa con una canción y un baile (Coro y danza de pastores: "Aunqu'a tua porta me poñan"). Cuando se marchan, estalla una tormenta (Intermedio).
Escena 2
En un momento posterior de esa misma tarde.
Ha pasado la tormenta. Rufo, exasperado por el comportamiento de los señores, vuelve con Pablo, llevándolo a un lugar donde puede en secreto esperar a Maruxa. Cuando Rufo se marcha en busca de Maruxa, Pablo canta su amor por la pastora en una romanza nocturnal: "Aquí n'este sitio". Gracias a Rufo, Maruxa y Pablo tienen su cita y cantan su alegría de estar reunidos (Terceto: "Allí tienes a tu Pablo"). Cuando los pastores se marchan, aparecen entre las sombras Antonio y Rosa, disfrazados de pastores. Se abrazan en la oscuridad, cada uno de ellos pensando que están con Maruxa y Pablo, respectivamente. No se dan cuenta de lo ocurrido hasta que oyen las voces de Maruxa y Pablo en la lejanía, bajando por la colina a la luz de la luna. Los engañosos primos se dan cuenta de que han perdido su presa. Antonio está avergonzado, pero Rosa reacciona con lágrimas de rabia.

## Grabaciones
| Año  | Reparto                                                                         | Director, Coro y orquesta                                                    | Sello discográfico                                                                |
| ---- | ------------------------------------------------------------------------------- | ---------------------------------------------------------------------------- | --------------------------------------------------------------------------------- |
| 1930 | Ofelia Nieto, Ángeles Ottein, Carlo Galeffi, Jaime Ferré                        | Antonio Capdevila, Orquesta y coro del Gran Teatro del Liceo de Barcelona    | Aria SL 1031; Blue Moon BMCD 7530                                                 |
| 1952 | Toñy Rosado (Maruxa), Pilar Lorengar (Rosa), Manuel Ausensi, Enrique de la Vara | Ataúlfo Argenta, Cantores de Madrid, Orquesta de Cámara de Madrid            | Naxos Classical Archives BMG RCA 74321 35970 2; Novoson-Z-553                     |
| 1969 | Dolores Pérez, Josefina Cubeiro, Luis Sagi-Vela, Julio Julián                   | Federico Moreno Torroba, Coro Cantores de Madrid, Orquesta Lírica Española   | EMI 5 74212 2 Tiene su origen en la banda sonora de una película para televisión. |
| 1974 | Montserrat Caballé (Rosa), Ana Riera, Vicente Sardinero (Pablo), Pedro Lavirgen | Enrique García Asensio, Coro Orfeó Gracienc, Orquesta Sinfónica de Barcelona | Alhambra WD 71584                                                                 |

## Adaptación al cine
Fue dirigida por Juan de Orduña en 1968, con Federico Moreno Torroba ocupándose de la dirección de la orquesta y con el siguiente reparto:
| Personaje | Intérpretes        | Intérpretes           |
| Personaje | Actor / Actriz     | Cantante              |
| Maruxa    | María José Alfonso | Dolores Pérez Cayuela |
| Rosa      | Paca Gabaldón      | Josefina Cubeiro      |
| Antonio   | Rafael Guerrero    | Julio Julián          |
| Pablo     | Ramón Pons         | Luis Sagi-Vela        |
| Rufo      | José María Prada   | Chano Gonzalo         |